# Gemma Jones
Gemma Jones (n. 4 decembrie 1942, Londra)  este o actriță britanică, binecunoscută atât pentru performanțele sale de pe scenă cât și cele din fața camerei.

## Biografie
Mama ei este Irene, iar tatăl Griffith Jones, și el la rândul lui actor. A avut o relație cu regizorul Sebastian Graham-Jones, iar în 1957 i-a dăruit și un fiu, Luke G-Jones, care este producător de film. A urmat cursurile Academiei Regale de Artă Dramatică.
A câștigat recunoaștință în afara granițelor țării în 1974, atunci când a jucat în serialul de televiziune produs de BBC, Fall of Eagles. Au urmat alte două aftfel de proiecte, Louisa Trotter și The Duchess of Duke Street. În 1995 a jucat alături de Kate Winslet, Alan Rickman și Emma Thompson în filmul premiat Sense and Sensibility. Alte roluri în care a câștigat aprecierea presei de specialitate au fost Lady Queensbury din Wilde (1997), Grace Winslow din The Winslow Boy (1999), Pam Jones în Bridget Jones's Diary (2001) sau Poppy Pomfrey din Harry Potter și Camera Secretelor. Din 2007 în 2008 a jucat în drama de televiziune Spooks, în rolul Connie James.